# Contre-la-montre féminin aux championnats du monde de cyclisme sur route 2013
Navigation
Fauquemont 2012 Ponferrada 2014
Le contre-la-montre féminin aux championnats du monde de cyclisme sur route 2013 a eu lieu le 24 septembre 2013 dans la région de la Toscane, en Italie.
Le parcours de la course est tracé dans Florence sur 21,8 km entre le parc des Cascine et le Nelson Mandela Forum (en),. La tenante du titre est l'Allemande Judith Arndt.

## Système de sélection
Chaque fédération peut inscrire jusqu'à quatre coureuses en présélections, mais seulement deux peuvent prendre le départ.
En plus de cela, la championne du monde sortant et les championnes continentales peuvent être inscrites en plus du nombre de partantes que les fédérations nationales de ces championnes peuvent entrer dans le cadre du règlement de qualification ci-dessus :
| Titre                                 | Nom                                 |
| ------------------------------------- | ----------------------------------- |
| Championne du monde en titre          | Judith Arndt (Allemagne)            |
| Championne d'Afrique                  | Ashleigh Moolman (Afrique du Sud)   |
| Championne des Amériques              | Íngrid Drexel (Mexique)             |
| Championne d'Asie                     | Enkhjargal Tuvshinjargal (Mongolie) |
| Championne d'Europe (moins de 23 ans) | Hanna Solovey (Ukraine)             |
| Championne d'Océanie                  | Taryn Heather (Australie)           |

## Classement
|                           | Coureur                  | Pays             |    | Temps          |
| ------------------------- | ------------------------ | ---------------- | -- | -------------- |
| Médaille d'or, monde      | Eleonora van Dijk        | Pays-Bas         | en | 27 min 48 s 18 |
| Médaille d'argent, monde  | Linda Villumsen          | Nouvelle-Zélande | +  | 24 s 10        |
| Médaille de bronze, monde | Carmen Small             | États-Unis       |    | 28 s 74        |
| 4                         | Evelyn Stevens           | États-Unis       |    | 28 s 78        |
| 5                         | Trixi Worrack            | Allemagne        |    | 31 s 66        |
| 6                         | Annika Langvad           | Danemark         |    | 39 s 51        |
| 7                         | Olga Zabelinskaïa        | Russie           |    | 40 s 30        |
| 8                         | Hanna Solovey            | Ukraine          |    | 42 s 48        |
| 9                         | Tatiana Antoshina        | Russie           |    | 42 s 57        |
| 10                        | Emma Johansson           | Suède            |    | 52 s 98        |
| 11                        | Lisa Brennauer           | Allemagne        |    | 1 min 4 s 46   |
| 12                        | Shara Gillow             | Australie        |    | 1 min 20 s 39  |
| 13                        | Elisa Longo Borghini     | Italie           |    | 1 min 23 s 58  |
| 14                        | Loes Gunnewijk           | Pays-Bas         |    | 1 min 24 s 24  |
| 15                        | Inga Čilvinaitė          | Lituanie         |    | 1 min 42 s 98  |
| 16                        | Eugenia Bujak            | Pologne          |    | 1 min 48 s 07  |
| 17                        | Rossella Ratto           | Italie           |    | 1 min 55 s 03  |
| 18                        | Audrey Cordon            | France           |    | 1 min 55 s 77  |
| 19                        | Joëlle Numainville       | Canada           |    | 1 min 58 s 59  |
| 20                        | Cecilie Gotaas Johnsen   | Norvège          |    | 2 min 1 s 22   |
| 21                        | Jutta Stienen            | Suisse           |    | 2 min 4 s 81   |
| 22                        | Valeriya Kononenko       | Ukraine          |    | 2 min 6 s 53   |
| 23                        | Mélodie Lesueur          | France           |    | 2 min 7 s 19   |
| 24                        | Denise Ramsden           | Canada           |    | 2 min 18 s 28  |
| 25                        | Thea Thorsen             | Norvège          |    | 2 min 18 s 86  |
| 26                        | Latoya Brulee            | Belgique         |    | 2 min 22 s 67  |
| 27                        | Eri Yonamine             | Japon            |    | 2 min 27 s 38  |
| 28                        | Mia Radotić              | Croatie          |    | 2 min 29 s 24  |
| 29                        | Martina Ritter           | Autriche         |    | 2 min 30 s 66  |
| 30                        | Emilia Fahlin            | Suède            |    | 2 min 31 s 94  |
| 31                        | Leire Olaberría          | Espagne          |    | 2 min 47 s 15  |
| 32                        | Katazina Sosna           | Lituanie         |    | 2 min 52 s 99  |
| 33                        | Ana Casas                | Mexique          |    | 2 min 57 s 83  |
| 34                        | Enkhjargal Tuvshinjargal | Mongolie         |    | 3 min 5 s 68   |
| 35                        | Sari Saarelainen         | Finlande         |    | 3 min 9 s 31   |
| 36                        | Alena Sitsko             | Biélorussie      |    | 3 min 9 s 83   |
| 37                        | Anna Sanchis Chafer      | Espagne          |    | 3 min 12 s 24  |
| 38                        | Jacqueline Hahn          | Autriche         |    | 3 min 14 s 58  |
| 39                        | Vita Heine               | Lettonie         |    | 3 min 17 s 40  |
| 40                        | Sara Frece               | Slovénie         |    | 3 min 22 s 83  |
| 41                        | Clemilda Fernandes       | Brésil           |    | 3 min 34 s 40  |
| 42                        | Nontasin Chanpeng        | Thaïlande        |    | 4 min 9 s 26   |
| 43                        | Alenka Novak             | Slovénie         |    | 5 min 0 s 64   |
| 44                        | Supaksorn Nuntana        | Thaïlande        |    | 5 min 30 s 72  |
| 45                        | Samah Khaled             | Jordanie         |    | 6 min 32 s 30  |
| -                         | Lorena Vargas            | Colombie         |    | non-partante   |
| -                         | Aisha Kiwanuka Peace     | Ouganda          |    | non-partante   |
| -                         | Rebecca Nalubega         | Ouganda          |    | non-partante   |